# Культура Хорватии
Культура Хорватии имеет долгую историю: хорваты населяют эту территории уже около 14 веков, но цивилизации, населявшую эту землю до них оказали важное влияние на культуру Хорватии.
Географическое положение Хорватии на перекрёстке различных культур предопределило её развитие. Территория нынешней Хорватии находилась на границе Западной Римской и Византийской империй, кроме того она располагалась на рубеже между Центральной Европой и Средиземноморьем.
Иллирийское движение, возникшее в 30—40-х годах XIX столетия, оказало важнейшее значение на развитие хорватской культуры. Была создана новая хорватская орфография, а также хорватский литературный язык (на основе штокавского диалекта). Наблюдался расцвет хорватской культуры во всех её сферах.
Наиболее же известным вкладом хорватов в современную культуру является галстук, который ведёт своё начало от хорватского кравата.

## Древняя культура
На территории Хорватии встречаются древние памятники эпохи палеолита, представляющие собой простые каменные или костяные предметы. Были найдены костяные останки неандертальцев (пещера Виндия, окрестности Крапины), которые обитали здесь 38 тысяч лет назад.
Культуры раннего неолита обнаружены на Хваре и других хорватских островах, а также на континенте. Энеолит представлен Вучедольской культурой.
Первыми обитателями этих земель в исторический период были племена иллирийцев (далматы), отождествляемые с племенами гальштатской культуры (XII—V вв. до н. э.).
Приблизительно в IV — III веке до нашей эры континентальные земли современной Хорватии были колонизированы кельтскими племенами; а побережье Далмации и острова — греками. Считается, что первая греческая колония на далматинских островах была основана выходцами из Сиракуз на Висе (Иссе) в IV веке до н. э. Кроме того, они основали Хвар (Pharos) и Корчулу (Corcyra Nigra), города на этих островах представляли собой города-государство и были достаточно изолированными.
В то время как на островах существовали греческие колонии, на континентальной части современной Хорватии располагались иллирийские центры. Их культура находилась под сильным влиянием греческого искусства, которому она во многом подражала.
Во II веке до н. э. территория Хорватии была завоёвана Римом, сначала Истрия (177 г. до н. э.), а затем и прочие земли. Римляне осваивали прибрежную территорию, превращая бывшие цитадели в города. Существовало не менее 30 городов в Истрии, Либурнии и Далмации, жители которых получили римское гражданство. Наиболее сохранились сети римских улиц (decumanus/cardo) в Epetion (Пореч) и Jader (Задар), а наилучшим образом сохранившиеся памятники римской культуры располагаются в Pola (Пула), включая и амфитеатр II века н. э..
В III века н. э. крупнейшим (около 40 000 жителей) и важнейшим центром Далмации был город Салона. Около города император Диоклетиан, предположительно родившийся в Салоне, построил свой дворец (около 300 года),считающийся наиболее сохранившимся дворцом периода Римской империи. В IV веке Салона становится христианским центром для всех западных Балкан. В городе были возведены многочисленные базилики и христианские некрополи, появились даже местные святые: святой Домн и святой Анастасий.
Одной из немногих сохранившихся базилик, образцов ранневизантийского искусства в Западной Европе, (не считая подобных в Равенне) является Евфразиева базилика в Порече VI века.
Раннее средневековье ознаменовалось великим переселением славян на территории в том числе и нынешней Хорватии, «Тёмные века» наложили и свой опечаток на культуру этих земель. В эту эпоху на адриатическом побережье наряду с италийскими городами формировались славянские, который за образец брали Венецию.
Крупным хорватским художником в эпоху Возрождения, учившимся в Падуе был Джорджо Скьявоне (1433 или 1436—1504).
Социальность: в Дубровнике поддержка населения, особо не менялась власть. Иногда только меняли князей каждый месяц.  Никогда не было восстаний.
Внешняя политика: «семифлажный», умелая политика, со всеми в ладу
В Дубровнике впервые появляется аптека, приют для подкидышей(14 век), дом престарелых, врачи(обязаны были лечить бесплатно)
Дубровник – практически идеальное устройство мира. 
Дубровчане были очень хорошими ремесленниками, особенно было развито кораблестроение, также были исключительными торговцами. 
Там «честность – лучшая политика». Торговля рабами прекратилась в Англии в 18 веке, в Дубровнике – гораздо раньше. Главный лозунг – свобода. «Все серебро и золото, все человеческие жизни не стоят тебя» - свобода самое важное. 
Религия: они католики. Хорошие отношения с папой, но не давали религии захватить власть, особенно гнали из города иезуитов. 
Стены Дубровника – высота до 25 метров, ширина до 6 метров, со стороны моря поменьше.Кроме стен – крепости. Крепость Минчета(Юрий Долматинац), Ревелин, Святого Иоанна, Бокар. Ловриенац – крепость в 37 метров над уровнем моря, там держали команду. Начальника стражи меняли каждый месяц, чтобы он не имел союзников. 
В 11 веке к дубровнику подошли венецианские суда, а одному священнику явился святой Влах и предупредил, что венецианцы хотят захватить город, поэтому ему стоит памятник. Венеция – республика святого Марка.
Плаца или Страда – самая широкая улица дубровника, через весь город.
На входе в город: слева – Францисканский монастырь, справа – церковь Клары. Далее церковь Святого Спаса(во время землетрясения сохранилась только она + статуя Святого Влаха). 
Святой Влах держит город, Павел держит меч – символ слова божьего. 
Чесма – некие колодцы-фонтаны, строил итальянец, на входе фонтан Онофрио.
С другой стороны, у моря, - колонна Орландо – по локтю все мерили, он составляет 51-52 см. Дубровчане давали политическое убежище, например, Родослав(сын Стефана Первовенчанного).
1814 – Дубровник принадлежал Австро-Венгрии, в 1868 – хорватия перешла к Австро-Венгрии. Цислитания перешла тоже.
Вечница в Дубровнике сгорела. В княжеском дворце также была статуя Михи Плоцато, он просто горожанин, самый богатый житель Дубровника, все состояние оставил городу. Бунич – сын дипломата, известного поэта. 
Статуя Спонза(спонза- губка) – там была томожня.
Кафедральный собор: первый храм в VII веке. Зимой море поднималось, был шторм – выбрасывал камень выше 25 метров. Рыбу забрасывало на площадь Дубровника.
Дыржич – камедиограф, Гундулич – поэт. В честь них называли улицы.Цвета Зузорич – первая красавица Дубровника. 
Литература Далмации и Дубровника – общее(как Москвы и Петербурга). Сербы нападали на дубровник с 1185(Стефан Неманя правил) до Душана Сильного(1326), его отец Стефан Дечанский. Душану Сильному это было неинтересно, так как он шёл против Византии, завоёвывал грецию. 
Главные культурные города Хорватии
Пореч(Истрия) – колонии Рима. Ефрасиева базилика(строил епископ Ефрасий) – 6 век, 3 нефное здание, образцом послужил храм Апполинария Равенного, из икон: изображение Богородицы с Христом, святой Ефрасий. Из-за землетрясения в XV-XVII веках церковь закрыта, в 18 веке реставрация в духе барокко. Вообще на территории Далмации и Истрии несколько вещей под охраной Юнеско. 
Раскопки были до 16 века. Миланский эдикт 313 – Константин разрешил христианству существовать. 
Ровинь – ничего особенного. Пула – римский город, там театр рассчитан на 50000 жителей, крупнейший амфитеатр, храм Августа, кафедральный собор, францисканская церковь.
Не истра: 
Опатия – город отдыха австрийской элиты. Все императоры отдыхали там. Чудесный климат. Стиль весь в Новом времени(19 век). 
Риека – тоже Новое время, 19-20 века, входит в 5ку самых мощных карнавалов в мире(опирается на Венецианский карнавал).
Хортия – венгерский адмирал(адмирал Австро-венгрии), как раз тогда была важна Риека. 
Задар – Святой Кршиван, Стошия, Донат. Церковь была построена в XVII веке, это был мужской монастырь, пострадал от крестового похода в 212 году, подставила Венеция.
Монашеские ордена: доминиканцы, францисканцы, иезуиты, цистерианцев, бенедиктинцы.
У доминиканцев и францисканцев отличие в том, что францисканцы самые бедные, доминиканцы самые умные, истребляли бедность. Дубровник боролся с иезуитами. Барочный мраморный алтарь. 1717 век – алтарь, базилика. Святая Анастасия – 12 век, ранне-христианская базилика, 3 нефные храмы в прямоугольной форме, там баптистерия, саркофаг Святой Анастасии, колокольня(достроена в 1894).
Задар – 8-9 века – защита от франков, византийцев. Велизарий у Юстиниана в 6 веке громил всех, потом был в ссылке(воображаемая конкуренция). 1069 – присоединение к Хорватии(правит первый король Томислав), правит дальше Тржислав, затем Звонимир. Постоянно борьба с Венецией(1115), 1202 – 4й крестовый поход. 1357 – Задар переходит под власть Венгрии. 1307-1382 – сменилось всего 2 правителя – власть стабильная. После Лаиша Великого не осталось наследника.  Владислав Неополитанский(конкурировал с Сигизмундом – правил до 1437, сжег Яна Гуса, птом организовывал все походы после гуситов и терпел поражения, Янош Кунти восстанавливает династию в 50х, затем Корн)– продал Далмацию Венеции. Задар у Венеции до 1487 года, потом Венеция продала территорию Франции. Кафедральный собор Святой Анастасии. Бобтистерий. 
Самуилово царство – 1414 год, ослепил всех Василий 2(болгаробоец). 
Задар и Риеку итальянцы захватили в 1 мировой, в 1943 вернули(тк италию разгромили). 
Ротонда у Святого Доната диаметром в 21 метр. 
Нин – маленький город, население 2к человек(к северу от Задара). Важен тем, что была борьба со Сплитом. Северные ворота сплита- золотые, там фигура Гргора Нинского(боролся за глаголицу, Томислав все же перешёл на латынь). 927 – столкновение с Симеоном(Болгария). 1402- битва при Анкаре(Баязид и Тимур, Тимур победил и посадил в железную клетку Баязида). 
Шибеник(устье реки Крка) – много крепостей и храмов (оборона от турок), упоминание 1066 году(Кришимир и Звонимир). Он же город крышимира. Крепость святого Франциска в барокко, кафедральный собор Святого Иакова(входит в Юнеско), строился с 30х годов 15-16 века. Строил его Юрий Далматинец. Никола ФЛорентиец – тоже архитектор. 
Сплит(200-300 тысяч человек). Во всей Хорватии – 4 млн человек. В Загребе 1 млн. В Спите Дворец Диоклетиана(конец 3 века), улицы – Кардар и Декуманус. Ворота: север –золото, восток – серебро, юг – медь, запад – железо. Около северных ворот статую Гргора Нинского. Складские помещения при входе, т.к.  все возят с моря. Слева – храм Юпитера. Справа – дворец Диоклетиана(сейчас храм святого Дуе). Перистия – площадь окружена колоннами. ПОМНИТЬ ИСТОРИЮ
Город Трагир(примерно 10 век появляется, в 12 веке разграблен сарацинами). Князь – Шубич. Венгрия: Альмиш – первый из Арпадов, мадьяры появляются в конце 10 века(важная роль из их племён Геза или Гёза). 955 – битва при Аугсбурге, венгры разграблены бандитским племенем.  При Кальмане Книжнике была присоединена Хорватия(1102). 1123 – разграблен турками. Бело третий, бело четвёртый(206-267), столкнулся с монголами, разгромлен ими, бежит в Далмацию. 